# 心地覚心
心地覚心（しんち かくしん）は、鎌倉時代の臨済宗の僧。姓は恒氏。諱は覚心、無本と号した。臨済宗法燈派の本山であった興国寺（創建時は西方寺といった、和歌山県日高郡由良町）の開山である。また、臨済宗建仁寺派の妙光寺（京都市右京区）の開山、臨済宗妙心寺派の安国寺（創建時は金宝寺といった、広島県福山市）の開山、臨済宗妙心寺派の安養寺（長野県佐久市）の開山でもある。

## 生涯

### 出生から東大寺で具足戒を受けるまで
建永元年（1206年）、信濃国筑摩郡神林郷（現在の長野県松本市）に地頭の常澄兼久（恒兼久）の子として生まれる。承久3年（1221年）、信州戸隠の当時まだ神社と寺院が一体であった神宮寺の忠学律師に読み書きを習い、嘉禄元年（1225年）に出家、得度。29歳の時に奈良東大寺で具足戒を受けた。

### 高野山、鎌倉、京などで諸師遍歴
高野山で伝法院主覚仏や正智院道範らから真言密教を学ぶ。また金剛三昧院の退耕行勇に師事し葉上流の台密である密教禅を修めた。栄西の法嗣であった退耕行勇は、鎌倉幕府第3代将軍の源実朝と大変親交が深かった。その実朝が鶴岡八幡宮に於て源公暁に暗殺されると、その霊を弔うために高野山に籠り金剛三昧院の開山となった。そしてこの時、法燈国師は源実朝の霊を弔う為に高野山に来た、葛山景倫（後の願性）に出会う。その後、延応元年（1239年）に師の退耕行勇に随い鎌倉の寿福寺に移った。
仁治3年（1242年）、山城（京都）深草の極楽寺に道元を訪ね菩薩戒を受ける。そして宝治元年（1247年）には上野世良田の長楽寺開山の栄西の法嗣である釈円栄朝に参じた。しかしその年の9月に栄朝が遷化したので、無本覚心は翌年の宝治2年（1248年）には甲斐の心行寺に赴いた。栄朝の弟子である寿福寺の蔵叟朗誉に参じた。更に上京して、隠遁生活をしていた京都勝林寺の天祐思順にもつくなどした。

### 入宋から帰朝まで
兄弟弟子にあたる円爾の勧めにより入宋を志し、建長元年（1249年）に覚儀、観明らを伴なって紀伊由良から九州に渡り、博多を出て入宋した。杭州湾口にある普陀山に着き、中国五大禅寺のひとつである径山寺（興聖万寿禅寺）に上る。そして径山では円爾の師である無準師範が既に示寂していたので、径山の癡絶道沖に参じ、翌年には道場山の荊叟如珪に参じた。その後阿育王山に掛塔し、2年ほどその地で修行した。建長5年（1253年）、臨安の霊洞山護国仁王寺の無門慧開（1183-1260）に参じて、遂に臨済宗楊岐派の法を嗣いだ。そして建長6年（1254年）に無門慧開より「無門関」「月林録」を授けられて帰朝した。

### 帰国後から遷化まで
建長6年（1254年）6月、博多に到着した。宋に滞在すること都合6年であった。そしてそのまま船で紀伊湊に到着することとなった。その後、無本覚心は金剛三昧院よっていた。そこで師の無門慧開の著作である『無門関』『語対御録』を請来した。正嘉2年（1258年）には金剛三昧院の住職（第6世）となったが、しばらくして無本覚心は禅定院住持を退き、由良に戻り、ときに紀伊由良荘地頭、葛山景倫（願性）の要請によって、西方寺（後の興国寺）の開山となった。

### 妙光寺開山そして西方寺　示寂
弘安4年（1281年）、亀山上皇は円爾の示寂後、無本覚心を京都洛東勝林寺に招いて、問法した。亀山上皇は離宮を改めて禅林禅寺（後の南禅寺）にしようと、無本覚心を開山に招請したが、無本覚心は既に高齢であったためこれを辞退した。その後、無本覚心は徒弟らと西方寺（現・興国寺、和歌山県日高郡由良町）に帰った。そして弘安8年（1285年）、無本覚心が79歳の時、内大臣花山院師継が長男の追修のため、京都洛西にあった自身の別業（別荘）を無本覚心を開山に迎えて、妙光寺とした。
永仁6年（1298年）10月13日、92歳で示寂した。
亀山上皇、後醍醐天皇より法燈（ほっとう、ほっとう）禅師、法燈円明国師と諡（おくりな）された。瑩山紹瑾ら、多くの曹洞宗の僧らと交渉をもったため、その密教化に影響を与えたとされる。

## エピソード
心地覚心は尺八を愛好したとして、普化宗（ふけしゅう）の祖ともされる。
心地覚心が中国（宋）からもたらしたといわれる金山寺味噌は、径山寺（きんざんじ、中国･杭州にある寺院）の味噌の製法を模したものと言われている。なお心地覚心は安養寺（長野県佐久市）を開創し、信州味噌を誕生させたという。
一方、興国寺（和歌山県日高郡由良町）は尺八、径山寺（きんざんじ）味噌、醤油 のわが国発祥の地とされている。

## 法燈国師と一遍
多くの僧が法燈国師（ほっとうこくし、ほっとうこくし、無本覚心）に参じたが、時宗の開祖である一遍も参禅していた。『一遍上人語録』には「身心を放下して、無我無人の法に帰しぬれば、自地彼此の人我なし」との記述がある。
さらに、一遍は、法燈国師に禅の印可を受けて師弟関係にあったと言われる。『法燈国師行状』（花園大学図書館蔵）によれば、高野山萱堂法燈国師に見参して公案「念起即覚」の禅語が与えられたという。
一遍の初見参の歌に、『となふれば　仏も我も　なかりけり　南無阿弥陀仏の　声ばかりして』と、師（法燈国師）に差し出す。師、未徹在と。
次いで一遍は、『棄はて、身はなき物と　思ひしに　さむさ来ぬれば　風ぞ身にしむ』と、ついに印可が与えられた。

## 著作
- 法燈国師坐禅儀
- 法燈国師法語
- 遺芳録

## 弟子たち
- 高山慈照（1266-1344）
- 恭翁運良（1267-1341）
- 東海竺源（1270-1344）
- 孤峰覚明（1271-1361）
- 慈雲妙意（1274-1345）
- 孤山至遠（1278-1366）